# Park Ocalałych w Łodzi

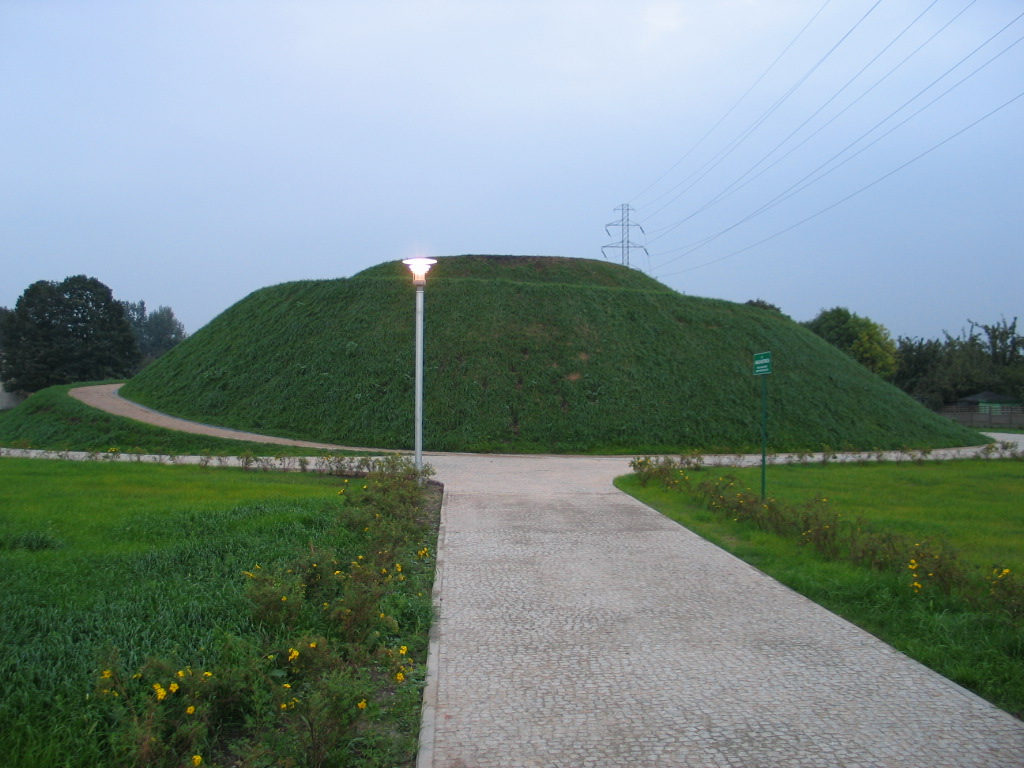
Kopiec pamięci

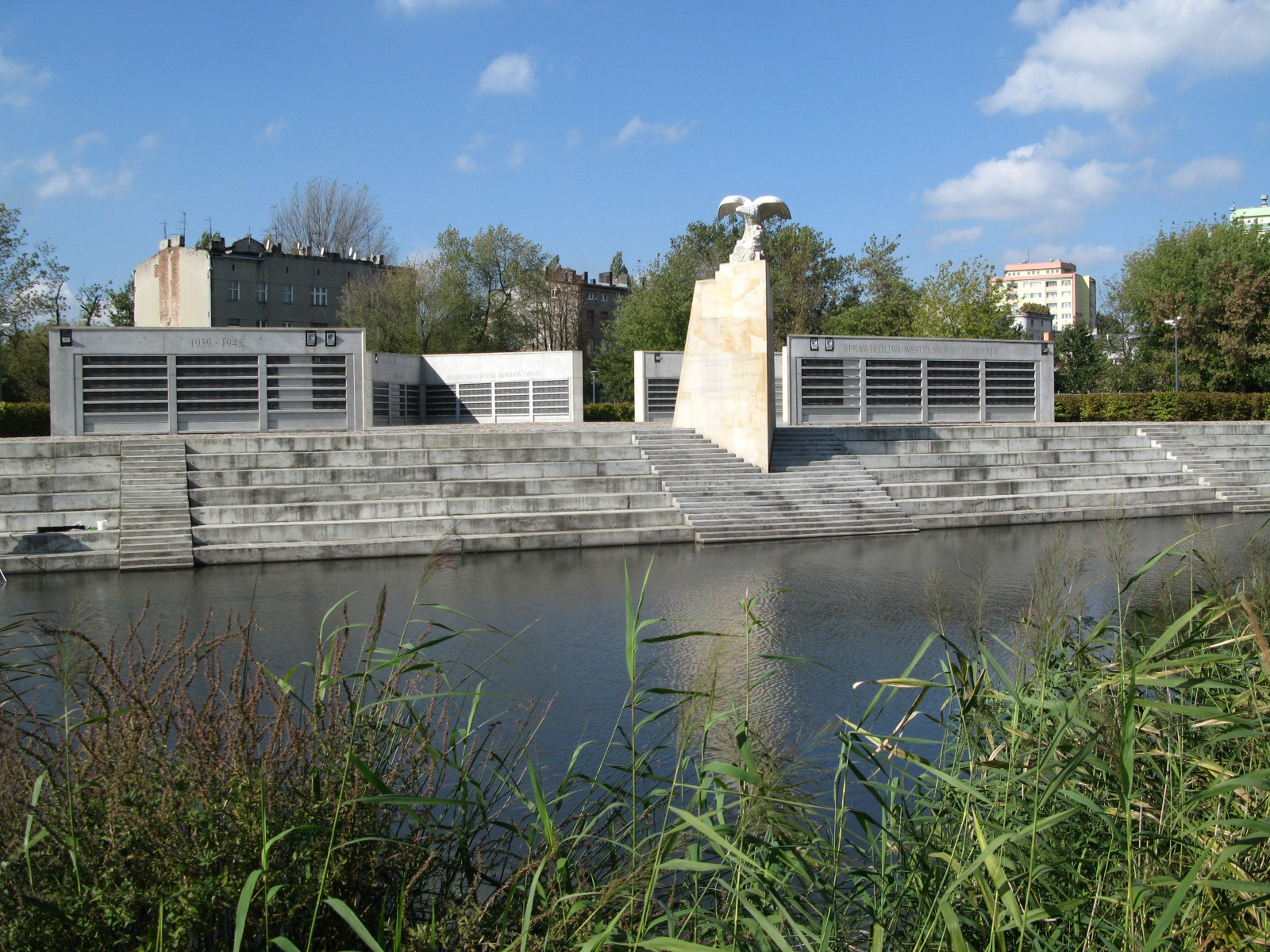
Pomnik Orła Białego i tablice upamiętniające „Sprawiedliwych wśród Narodów Świata” nad stawem na rzece Łódce

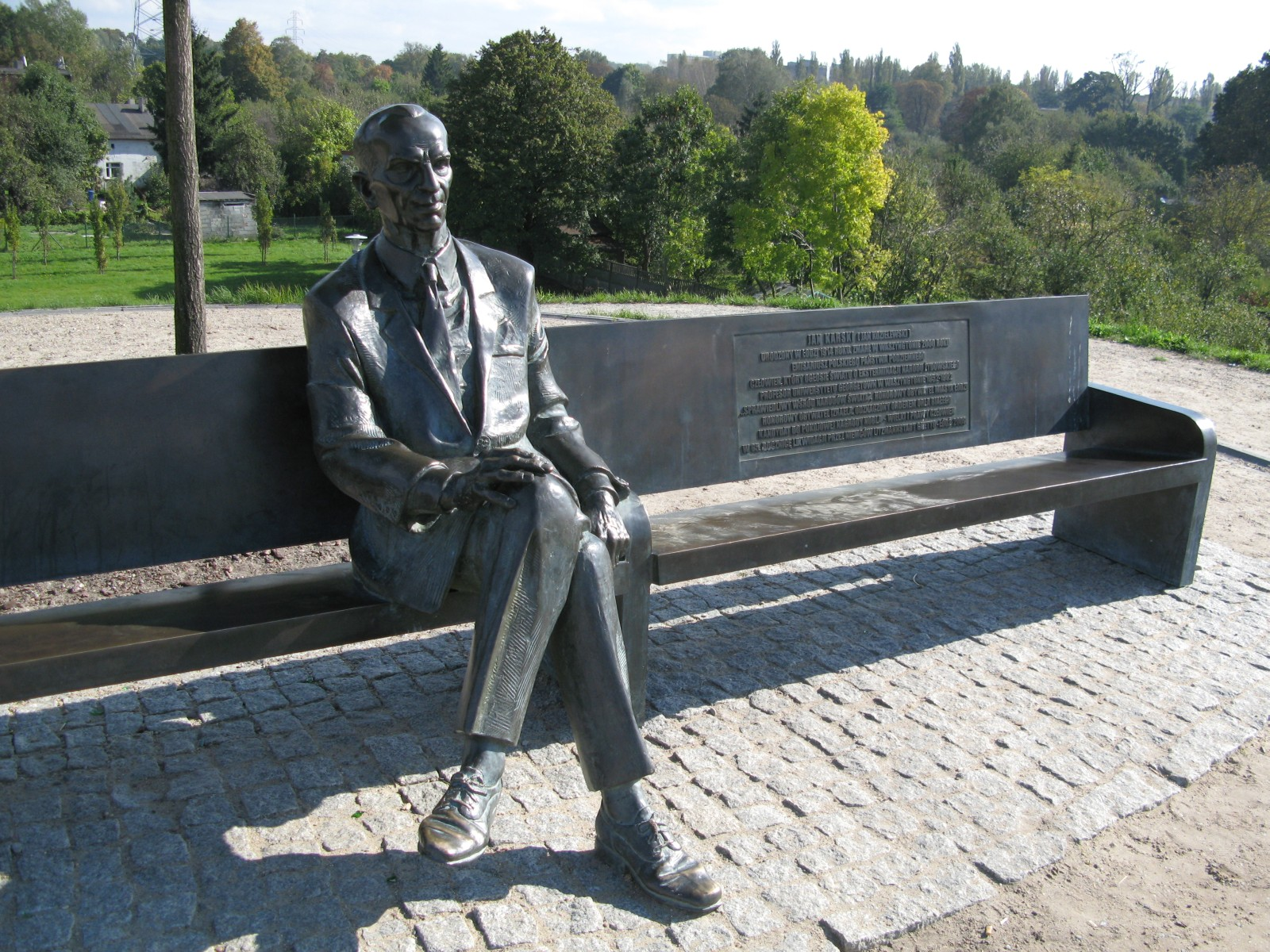
Ławka Jana Karskiego na szczycie kopca

Park Ocalałych – park w Łodzi upamiętniający osoby, które przeszły przez istniejące w czasie II wojny światowej Ghetto Litzmannstadt, będące jednym z elementów realizacji planu eksterminacji Żydów III Rzeszy. Park został oficjalnie otwarty 30 sierpnia 2004, w dniu 60. rocznicy likwidacji getta.

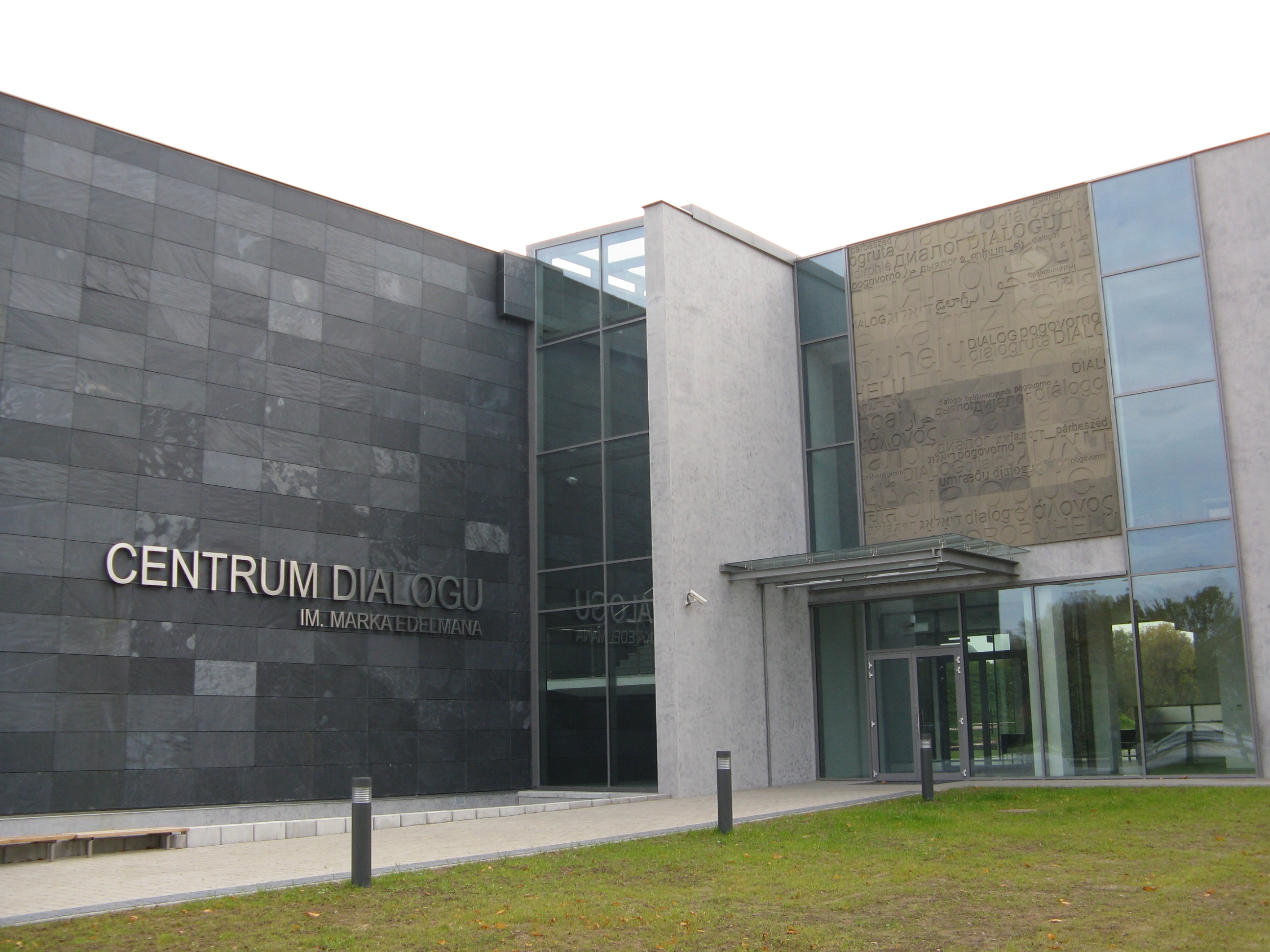
Centrum Dialogu im. Marka Edelmana w Łodzi

Park usytuowany jest pomiędzy ul. Wojska Polskiego a ogródkami działkowymi przy ul. Źródłowej w dolinie rzeki Łódki, na terenie przylegającym podczas wojny do granic Litzmannstadt Ghetto (pierwotnie miał zostać zlokalizowany przy ul. Stalowej). Zaprojektowany został przez Grażynę Ojrzyńską.
Pomysłodawczynią parku była Halina Elczewska, która przeżyła getto łódzkie (z Litzmannstadt przetransportowano ją do Auschwitz, a dalej do Ravensbrück). Ona też jako pierwsza posadziła swoje „drzewko pamięci”. Pod jednym z dwóch pomnikowych dębów szypułkowych odsłonięto pomnik – głaz (znaleziony na terenie parku) upamiętniający tragiczne wydarzenia lat 1940–1944. Umieszczono na nim napisy w czterech językach: polskim, angielskim, hebrajskim i jidysz.
418 osób ocalałych z Holokaustu, które zdołały dotrzeć do Łodzi zasadziło swoje drzewko: dęby, klony, lipy, brzozy, graby, buki, sosny, świerki i modrzewie. Drzewka zostały ponumerowane i wpisane do rejestru, a ocaleni otrzymali certyfikaty z nazwiskiem i numerem drzewka. Wzdłuż alei Arnolda Mostowicza położone są tabliczki z nazwiskami i numerem drzewka każdego ocalałego. Łącznie w całym parku zasadzono 450 drzew na powierzchni półtora hektara. Docelowa powierzchnia parku wynosi 8,5 hektara, na tym terenie znajduje się zbiornik wodny na rzece Łódce. Powstały również alejki i place o nawierzchni żwirowo-glinkowej i z kostki granitowej.
Aleja łączy dwa główne elementy parku: Pomnik Polaków Ratujących Żydów podczas II wojny światowej i Kopiec Pamięci. Pomnik, zbudowany według projektu Czesława Bieleckiego, zawiera symbole dwóch narodów: statuę Orła Białego oraz gwiazdę Dawida, uformowaną z tablic z nazwiskami Polaków uhonorowanych tytułem „Sprawiedliwy wśród Narodów Świata”. 10-metrowy Kopiec Pamięci, usypany na drugim końcu parku jest punktem widokowym okolicy. Na szczycie kopca znajduje się pomnik-ławeczka Jana Karskiego.
Budowa parku, jako wieloletnie zadanie inwestycyjne, została zatwierdzona przez Radę Miejską. Prace rozpoczęły się jesienią 2005 od oczyszczania terenu, rozbiórki ruin. Pomnik odsłonięto w 2009. Na terenie parku znajduje się siedziba Centrum Dialogu im. Marka Edelmana, gdzie odbywają się konferencje i zajęcia edukacyjne.